# Villaviciosa de Odón

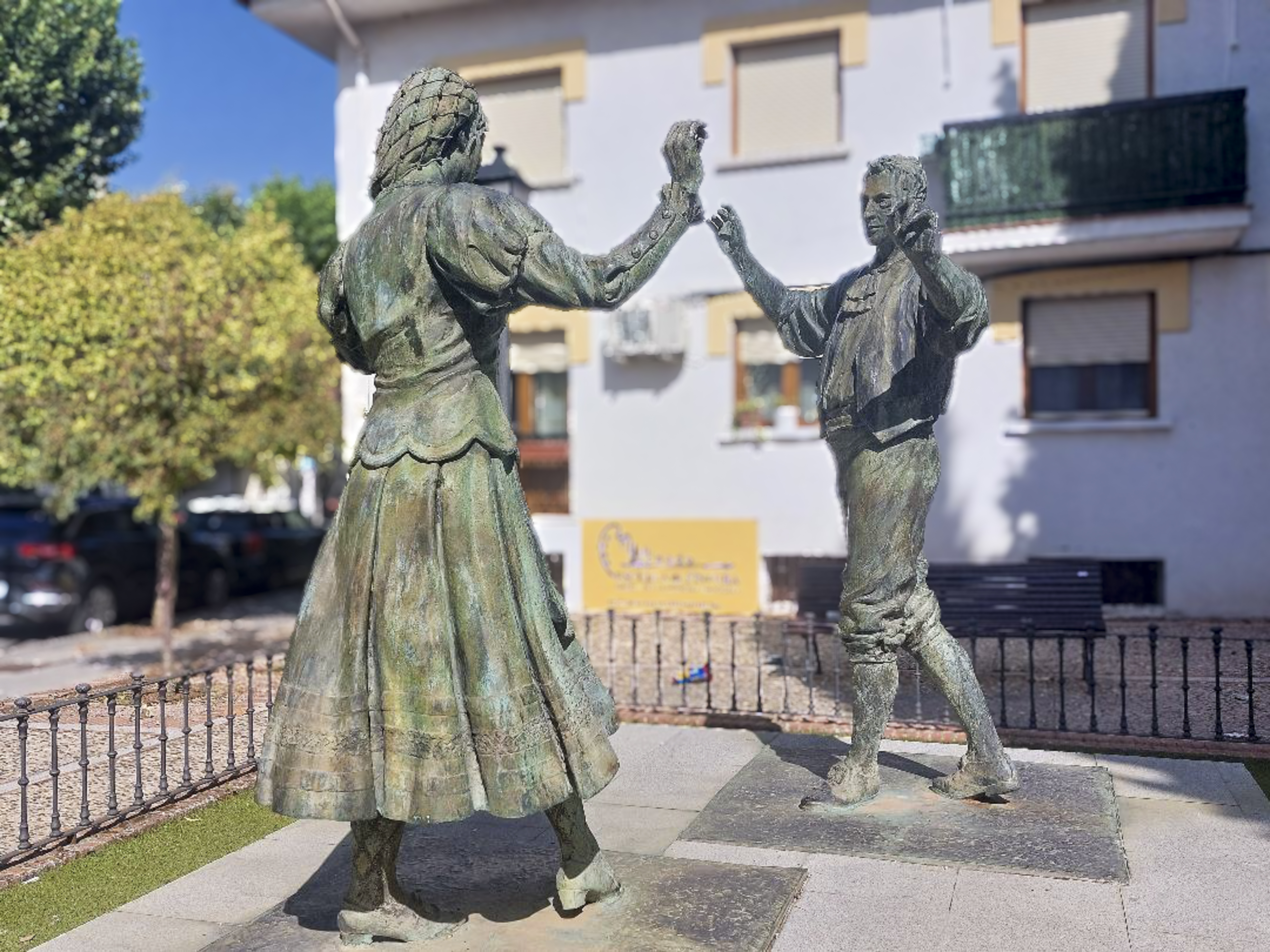
Plaza José Palancar, escultura en bronce obra de Ana Olano Sans; representa a una pareja bailando la danza típica del municipio

Villaviciosa de Odón es un municipio y ciudad de España, en la Comunidad de Madrid, al oeste del área metropolitana de la capital. Cuenta con una población de 29 273 habitantes (INE 2024).

## Símbolos
El escudo heráldico que representa al municipio fue aprobado el 21 de diciembre de 1976 con el siguiente blasón:

Escudo de sinople, el castillo, de oro, almenado, mazonado de sable y aclarado de gules, surmontado de un hacha de oro y un pico del mismo metal, puestos en aspa y liados con una cinta, de oro. Al timbre corona real cerrada.
Boletín Oficial del Estado nº 266 de 5 de enero de 1974

La descripción textual de la bandera, aprobada por el 21 de enero de 2000 es la siguiente:

De proporciones 2:3. Sobre paño verde un castillo de oro almenado, mazonado de sable y aclarado de gules, surmontado de un hacha con peto, de oro, y pico del mismo metal, puesto en aspa y liado con una cinta de oro.
Boletín Oficial del Estado nº 54 de 3 de marzo de 2000

## Geografía
Ubicación
La localidad está situada a una altitud de 661 m sobre el nivel del mar. Situado en la cuenca media del río Guadarrama, el municipio ocupa 6810 hectáreas. Este río, junto con sus afluentes, los arroyos de la Vega y de la Madre, define el territorio. Al municipio se accede desde la carretera (antigua) M-501, km 6-9; y desde la carretera M-50. Villaviciosa de Odón se encuentra situada en las coordenadas 40°21′30″N 3°54′12″O / 40.35833, -3.90333.
Limita con los términos municipales de Boadilla del Monte, Villanueva de la Cañada, Brunete, Sevilla la Nueva, Móstoles, Alcorcón y Navalcarnero.
| Noroeste: Villanueva de la Cañada | Norte: Boadilla del Monte | Noreste: Boadilla del Monte |
| Oeste: Sevilla la Nueva y Brunete |                           | Este: Alcorcón              |
| Suroeste: Navalcarnero            | Sur: Móstoles             | Sureste: Móstoles           |

## Historia
Las primeras noticias de población formadas en el entorno de Villaviciosa de Odón son de época visigoda como demuestran la necrópolis encontrada cuando se realizó el desdoblamiento de la carretera M-501 desde el término de Villaviciosa de Odón hasta Navas del Rey. Se sabe también que hubo un núcleo de población en las tierras que ahora ocupa Villaviciosa de Odón, la antigua Calatalifa, nombre que procede del árabe قلعة الخليفة Qal`at al-Jalifa o Castillo del Califa, poblado citado por el cronista Ibn Hayyan en el año 939, aunque probablemente su fundación sería anterior.
Como tantos otros pueblos de la zona, Calatalifa fue ocupado por las tropas cristianas durante la Reconquista en el avance que, después de conquistar Mayrit (Madrid), concluyó con la conquista de Toledo por el rey Alfonso VI. Con habitantes de las tres culturas, cristianos, árabes y judíos, fue subsistiendo hasta desaparecer hacia finales del siglo XIII.
La población vuelve a aparecer a mediados del siglo XV ya con el nombre de Odón, puesto que un documento manuscrito datado en 1459 que da fe de una compra-venta de terrenos y se conserva en el Ayuntamiento sirve de fuente fidedigna. Aunque Sebastián de Covarrubias afirme que «Odón es nombre hebreo y vale tanto como el rubio, el colorado», Odón es un nombre germánico común muy presente en todo Occidente; lo que se desconoce es a quién en concreto se referiría.
Odón fue refundado tras la reconquista por la ciudad de Segovia y poblado por segovianos, perteneció al Concejo de Segovia hasta 1480 cuando Isabel la Católica donó ilegalmente parte del sexmo de Casarrubios y la entera parte del de Valdemoro (perteneciendo Odón al primero) al matrimonio Cabrera-Bobadilla pasando sus habitantes de ser vecinos libres a sus pecheros y perdiendo sus bienes comunes. Esta decisión según la reina primero temporal y luego definitiva fue fuertemente contestada por el Concejo de la ciudad de Segovia y por los municipios desmembrados que se atrevieron a intentar rebatir su decisión y llevarla a los tribunales peticiones que siempre eran desestimadas por la propia reina y no llegaron a ningún juez.
Durante la guerra de las Comunidades este lugar como otros desmembrados de Segovia se levantaron contra Carlos V y durante un breve lapsus de tiempo se autorestituyeron dentro de la Comunidad de Ciudad y Tierra de Segovia hasta el aplastamiento de la revolución.
Es ya a principios del siglo XVIII cuando aparece el nombre Villaviciosa de Odón en documentos oficiales, e incluso alterna los dos nombres, como se comprueba en un decreto de Felipe V que convierte la zona en Bosque Real: «He venido en declarar que el nuevo Bosque de la villa de Odón o Villaviciosa, que es propio del Ynfante don Felipe, mi hijo, y sus límites, con sus aumentos o extensiones que en adelante tuviere, son y han de ser Bosque Real, con todos sus privilegios y libertades».
Hacia 1801, el vecino pueblo de Sacedón de Canales queda totalmente despoblado o incluso dicen que la poca gente que vivía ya en el extinto pueblo se trasladó a Villaviciosa de Odón es desde ese momento cuando Villaviciosa se anexiona el territorio del desaparecido pueblo de Sacedón de Canales.
'Villa' hace referencia al título que llevan muchas poblaciones,[cita requerida] aunque no lo expliciten en el nombre, y 'viciosa', proviene del latín 'vitiōsus', es debido la bonanza del lugar, según la cuarta acepción de 'vicioso' del DRAE: 'abundante, provisto, deleitoso'.

## Demografía
Cuenta con una población de 29 273 habitantes (INE 2024).
| Gráfica de evolución demográfica de Villaviciosa de Odón entre 1842 y 2021                                            |
| |
| Población de derecho según los censos de población del INE. Población de hecho según los censos de población del INE. |

## Transporte
La localidad de Villaviciosa de Odón está unida por varias empresas de autobuses. Estas son las líneas que prestan servicio al municipio:
| Autobuses interurbanos | Autobuses interurbanos                                                                             | Autobuses interurbanos    |
| ---------------------- | -------------------------------------------------------------------------------------------------- | ------------------------- |
| Línea                  | Recorrido                                                                                          | Empresa                   |
| 510                    | Alcorcón (Alcalde J. Aranda) - Villaviciosa de Odón (El Bosque) [Por Campodón y El Castillo]       | Arriva Madrid             |
| 510A                   | Alcorcón (Estación) - Villaviciosa de Odón (El Bosque) - Madrid (Colonia Jardín) [directo]         | Arriva Madrid             |
| 510B                   | Alcorcón Central - Villaviciosa de Odón (Universidad Europea)                                      | Arriva Madrid             |
| 518                    | Madrid (Príncipe Pío) - Villaviciosa de Odón                                                       | Arriva Madrid             |
| 519                    | Móstoles (Estación) - Villaviciosa de Odón                                                         | Arriva Madrid             |
| 519A                   | Móstoles (Hospital Rey Juan Carlos) por El Soto - Villaviciosa de Odón (El Bosque)                 | Arriva Madrid             |
| N504                   | Madrid (Príncipe Pío) - Villaviciosa de Odón                                                       | Arriva Madrid             |
| 567                    | Majadahonda - Boadilla del Monte - Villaviciosa de Odón [Por urbanizaciones]                       | Avanza Movilidad Integral |
| 551                    | Madrid (Príncipe Pío) - Villaviciosa de Odón - San Martín de Valdeiglesias - El Tiemblo / Cebreros | CEVESA                    |
| 581                    | Madrid (Príncipe Pío) - Villaviciosa de Odón - Brunete - Villanueva de la Cañada - Quijorna        | Auto Periferia            |

## Administración y política
| Resultados de las elecciones municipales de 2023 en Villaviciosa de Odón |                                          |            |       |            |
| Partido político                                                         | Partido político                         | Concejales | Votos | Porcentaje |
|                                                                          | Partido Popular (PP)                     | 8          | 5266  | 33,33%     |
|                                                                          | Vox                                      | 4          | 2771  | 17,54%     |
|                                                                          | El Bosque Existe                         | 2          | 1716  | 10,86%     |
|                                                                          | Partido Socialista Obrero Español (PSOE) | 2          | 1377  | 8,71%      |
|                                                                          | Agrupación de Electores Villa 2023-2027  | 2          | 1191  | 7,53%      |
|                                                                          | Villa se Mueve (VSM)                     | 1          | 1124  | 7,11%      |
|                                                                          | Más Madrid Villaviciosa (MM-VQ)          | 1          | 958   | 6,08%      |
|                                                                          | Izquierda Unida - Podemos - AV           | 1          | 819   | 5,18%      |

| Composición histórica de concejales por partido político según Legislatura |                                                        |      |      |      |      |      |      |      |      |      |      |      |
| Partido político                                                           | Partido político                                       | 1979 | 1983 | 1987 | 1991 | 1995 | 1999 | 2003 | 2007 | 2011 | 2015 | 2019 |
|                                                                            | Partido Popular (CP/AP/PP)                             | -    | 6    | 7    | 8    | 12   | 12   | 11   | 11   | 10   | 7    | 7    |
|                                                                            | Vox                                                    | -    | -    | -    | -    | -    | -    | -    | -    | -    | 3    | 5    |
|                                                                            | Ciudadanos (Cs)                                        | -    | -    | -    | -    | -    | -    | -    | -    | -    | 3    | 3    |
|                                                                            | Se puede Villaviciosa de Odón (Podemos)                | -    | -    | -    | -    | -    | -    | -    | -    | -    | 3    | 0    |
|                                                                            | Partido Socialista Obrero Español (PSOE)               | 4    | 4    | 5    | 3    | 2    | 4    | 8    | 6    | 3    | 2    | 3    |
|                                                                            | Izquierda Unida (IU)                                   | -    | -    |      | 1    | 1    | 1    | 1    | -    | 2    | 2    | 1    |
|                                                                            | Unión Progreso y Democracia (UPyD)                     | -    | -    | -    | -    | -    | -    | -    | -    | 3    | 1    | 0    |
|                                                                            | Partido por el Progreso de Villaviciosa de Odón (PPVO) | -    | -    | -    | -    | -    | -    | -    | 4    | 3    | -    |      |
|                                                                            | Centro Democrático y Social (CDS)                      | -    | -    | 1    | -    | -    | -    | 1    | -    | -    | -    |      |
|                                                                            | Renovación Democrática (RD)                            | -    | -    | -    | 5    | 2    | -    | -    | -    | -    | -    |      |
|                                                                            | Partido Demócrata Liberal (PDL)                        | -    | 2    | -    | -    | -    | -    | -    | -    | -    | -    |      |
|                                                                            | Unión de Centro Democrático (UCD)                      | 5    | -    | -    | -    | -    | -    | -    | -    | -    | -    |      |
|                                                                            | Partido Comunista de España (PCE)                      | 1    | 1    | -    | -    | -    | -    | -    | -    | -    | -    |      |
|                                                                            | Grupo Independiente Unión Local (GIUL)                 | 1    | -    | -    | -    | -    | -    | -    | -    | -    | -    |      |
|                                                                            | AVPV                                                   |      |      |      |      |      |      |      |      |      |      | 1    |
|                                                                            | +MV                                                    |      |      |      |      |      |      |      |      |      |      | 1    |
|                                                                            | Número total de concejales en la Corporación           | 11   | 13   | 13   | 17   | 17   | 17   | 21   | 21   | 21   | 21   | 21   |

Relación de alcaldes de la democracia en Villaviciosa de Odón:
| Periodo   | Nombre                                                              | Partido   |
| --------- | ------------------------------------------------------------------- | --------- |
| 1979-1983 | Miguel Muñoz Oliva                                                  | PSOE      |
| 1983-1987 | Antonio Perejón Aparicio                                            | CP        |
| 1987-1991 | Antonio Perejón Aparicio (1987-1990) Felipe Sanz Martín (1990-1991) | AP y PSOE |
| 1991-1995 | María del Pilar Martínez López                                      | PP        |
| 1995-1999 | María del Pilar Martínez López                                      | PP        |
| 1999-2003 | Nieves García Nieto                                                 | PP        |
| 2003-2007 | Nieves García Nieto                                                 | PP        |
| 2007-2011 | José Jover Sanz                                                     | PP        |
| 2011-2015 | José Jover Sanz                                                     | PP        |
| 2015-2019 | José Jover Sanz                                                     | PP        |
| 2019-2023 | José Luis Pérez Viu (2019-2021) Raúl Martín Galán (2021-2023)       | Cs y PP   |
| 2023-act. | Juan Pedro Izquierdo Casquero                                       | PP        |

## Educación
En Villaviciosa de Odón hay cinco guarderías (dos públicas y tres privadas), tres colegios públicos de educación infantil y primaria, dos institutos de educación secundaria y cinco colegios privados (con y sin concierto) además del campus principal de la Universidad Europea de Madrid (privada).
Guarderías:
- Públicas: María Luisa Gefaell y Juan Farias.
- Privadas: Travesuras Diminutas, Micos, y Parque Odón I y II.
Colegios Públicos:
- Laura García Noblejas y Brunet.
- Hermanos García Noblejas.
- Gandhi.
Institutos de Educación Secundaria:
- IES Calatalifa
- IES Centro de Capacitación Agraria.

## Cultura

### Monumentos

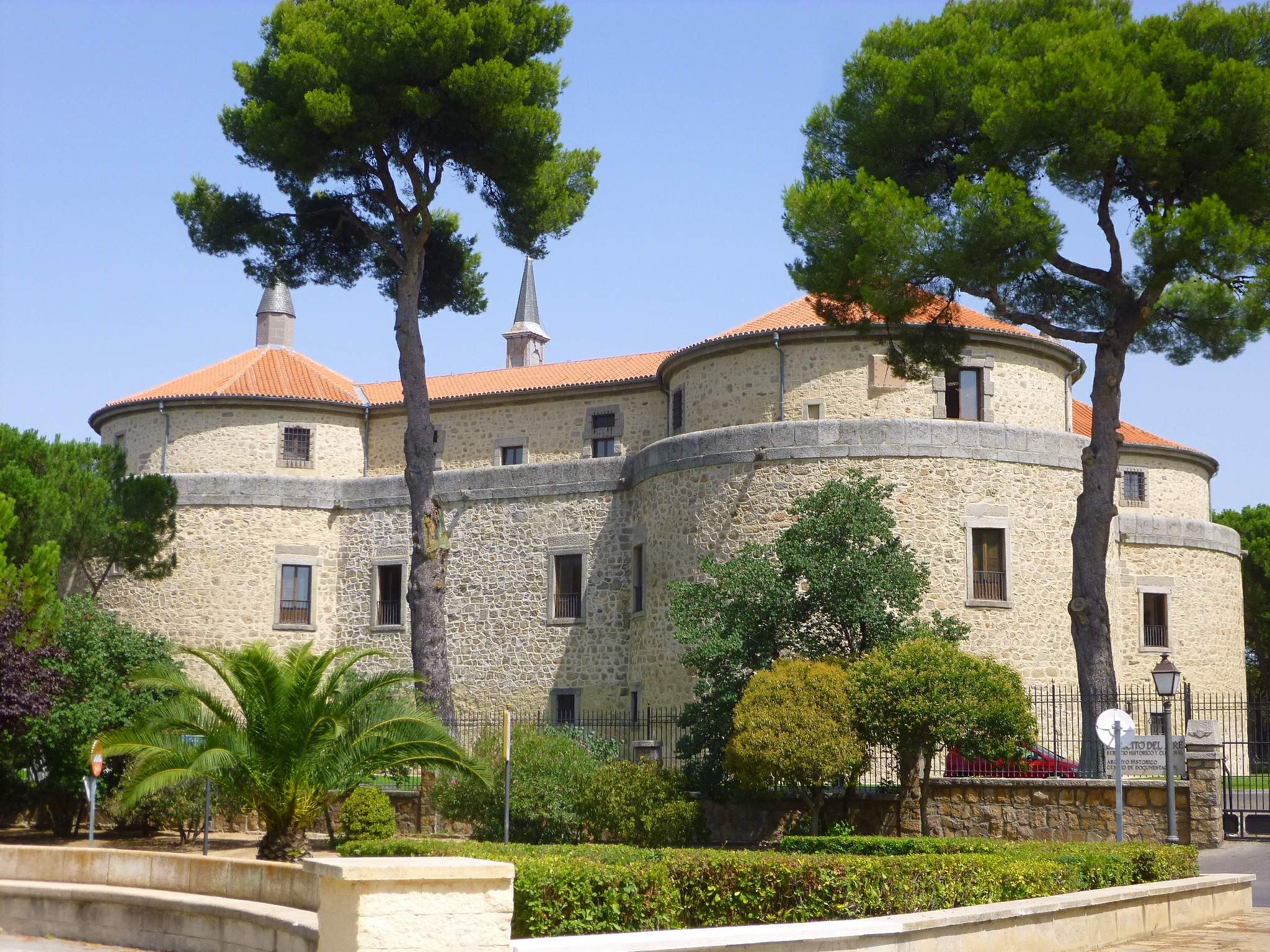
Castillo de Villaviciosa de Odón

El castillo de Villaviciosa de Odón se encuentra en la avenida de Madrid s/n. Se construyó a principios del siglo XV por iniciativa de los primeros condes de Chinchón. Sobre la edificación de esta fortaleza, en el año 1496 los marqueses de Moya, Andrés Cabrera y Beatriz Fernández de Bobadilla, construyeron el castillo. Durante el levantamiento comunero, los capitanes Diego de Heredia y Antonio de Mesa, lo arrasaron en 1521. En 1583 Diego Fernández de Cabrera y Bobadilla, tercer conde de Chinchón, encargó su reconstrucción a Juan de Herrera, el arquitecto real, cambiando una de las torres su base, por otra de forma cuadrada y más alta, siendo ésta distinta a las otras tres que son redondas. Dos siglos más tarde, en 1738, Felipe V compró el condado de Chinchón, incluido su Castillo. El título de conde de Chinchón le fue concedido unos años después al medio-hermano de Fernando VI, que se aficionó a visitar el Castillo. Tanto le gustó el entorno, que encargó a Ventura Rodríguez su rehabilitación y restauración. Incluso le dio su actual nombre a la localidad, Villaviciosa de Odón. El 17 de agosto de 1758, muerta su esposa Bárbara de Braganza, Fernando VI se instaló en la fortaleza, hasta su muerte. La célebre condesa de Chinchón inmortalizada por Goya también tuvo relación con el castillo de Odón al casarse con Manuel Godoy, favorito de Carlos IV. En 1808, el mismo año en que se separaba de la condesa, Godoy cayó en desgracia tras el motín de Aranjuez y el destino le condujo preso a la capilla del castillo de Odón, antigua posesión de su suegro. En 1846, se creaba la Escuela Especial de Ingenieros de Montes, que ocuparía y adaptaría el Castillo y la finca anexa dos años después, y que permanecería allí hasta su traslado a San Lorenzo de El Escorial en 1869-1870. La fortaleza recuperó el uso militar en 1886, con la instalación del Colegio de Educandos del Cuerpo de Carabineros, aunque por poco tiempo. Igual que otros castillos, fue usado como granero y casa de labor durante muchos años. Durante la Guerra Civil fue saqueado y sirvió como alojamiento tanto de las tropas republicanas como de las del bando franquista. Finalmente en 1965 los propietarios, descendientes de los condes de Chinchón, entran en negociación con el Estado, que lo adquirió y lo restauró en profundidad; desde 1972 acoge el Archivo Histórico General del Aire.
Otros monumentos son la Fuente de los Tres Caños construida por Ventura Rodríguez, la conocida Casa Huerta del Arroyo de Manuel de Godoy reconstruida unos años antes de la Guerra Civil y el Palacio de la Candelaria, Palacio de los Duques de Gandía.

### Fiestas locales
- 20 de enero: San Sebastián, Patrón de Villaviciosa de Odón, la fiesta consiste en celebrar la misa y después la procesión del santo por las calles del pueblo, una vez terminada se sortea el ramo de laurel de Villaviciosa que lleva el Santo, adornado con naranjas y rosquillas entre los Hermanos de la Hermandad, a continuación se va a la plaza del Ayuntamiento, donde se celebran las "pujas" (son lotes con productos de caza, rosquillas, frutas y demás obsequios) que se subastan entre los asistentes y cuando se terminan es tradición ofrecer a todos los asistentes un vaso de limonada, que se toma acompañada de bocadillos o platos preparados que suelen llevar cada familia para comer en la plaza. Una vez terminada la comida, se baila haciendo la rueda alrededor de la plaza el tradicional "Rondón" que suele durar alrededor de unas 2 o 3 horas.

- Tercer domingo de septiembre: fiestas patronales en honor del Santísimo Cristo del Milagro y de Nuestra Señora de la Soledad. El comienzo de las fiestas tiene lugar el sábado anterior al tercer domingo de septiembre. En la noche de ese sábado a las 0:00 horas tiene lugar la famosa pólvora, y el domingo se celebra la procesión del Santísimo Cristo del Milagro, en la que es tradición la ofrenda de los niños nacidos en el año. Durante la semana hay encierros (el lunes, martes y domingo), corridas de toros, vaquillas, peñas juveniles, bailes y atracciones, terminándose el domingo siguiente, con la fiesta en honor de Nuestra Señora de La Soledad, su procesión y pólvora de fin de fiestas.

### Literatura
El pueblo aparece retratado, con una curiosa leyenda sobre su origen, en el volumen de relatos Las hadas de Villaviciosa de Odón, de María Luisa Gefaell. 
En el libro escrito el 27 de marzo de 1910 Historia de un árbol, de Gonzalo López-Polín y Morales de Castilla. Autobiografía de un árbol (olmo) que nació en los Testerales, y relaciona su vida con la de Villaviciosa de Odón. Aunque ya no existe la gran mayoría del bosque como él lo describe, por su información detallada se puede saber cómo era la vida en aquellos años, la riqueza de sus aguas, los derechos y servidumbres de los regantes, los legados otorgados al pueblo y que se creó la primera Escuela de Ingenieros de Montes en 1848, el castillo, las casas (palacetes, fraguas, molinos, conventos, etc.) que existían, los lugares y rincones que comentan los mayores del lugar.